# 中澤瞳
中澤 瞳（なかざわ ひとみ、1999年6月2日 - ）は、日本のファッションモデル。長野県上田市出身。イデア所属。

## 略歴
長野県のモデル事務所サーラアビリタが2014年10月に開設したアクターズスタジオ長野でレッスンを受ける。スクール生の初舞台となった2015年8月の24時間テレビ長野ステージに、中澤は司会として登壇した。
第23回「ピチモオーディション」でグランプリを受賞する。読者層をミドルティーンに広げることを目指したリニューアル第一号でタイトルロゴも「Pichile」に刷新された、『ピチレモン』2015年7月号より同誌専属モデルとなる。『ピチレモン』は、2015年12月号をもって休刊となり、中澤を含む専属モデルは同誌を卒業。中澤は同誌のラストイベントとなったPichile ファイナルパーティー supported by Mc Sisiterにも出演した。
信州大学繊維学部の学生によるデザイン軍手の企画「ハナサカ軍手ィプロジェクト」で、2015年ポスターモデルを務める。「NAGANO COLLECTION 2016」では、香山洋一によるライブペイントが行われ、中澤の纏う打ち掛けにアヤメの花が描かれていった。他にも、長野県JAバンクの女性限定の貯金「ゆめこまち」のCMモデルになるなど、地元長野県でモデルとして活躍する。
2017年8月、マクドナルド「マックフルーリー ブラックサンダー」のCMでは、チョコバー「ブラックサンダー」とのコラボレーション商品であることとともに、モデルを務めた中澤の美少女ぶりが大きな話題となる。その後も「河合塾」、「アジャステUVスプレー」などCM出演が続く。河合塾のCM撮影は、大学受験を控えた高校3年生当時に行われ、新CM発表のパブリシティでは一人の受験生としてのコメント動画も使われた。
Amazonプライム・プライム・ビデオ配信ドラマ『がっこう××× 〜もうひとつのがっこうぐらし』でドラマに初出演する。テレビ東京の連続ドラマ『イミテーションラブ』では、ドラマの舞台となる「JBアカデミア」芸能コースの生徒役を演じた。

## 人物
- 織田ファッション専門学校のイメージモデル当時、同校とTOKYO FM「SCHOOL OF LOCK!」のコラボレーションで行わせた「ファッションコーディネートグランプリ」に関わった。グランプリ受賞コーディネイトは、中澤がモデルを務めて再現された。また、グランプリとともに特別賞として「中澤瞳賞」が選ばれた[24][4]。
- 所属事務所の先輩である桜井日奈子がLINE LIVEを配信する際に偶然事務所に居合わせた中澤が誘われて共演したことがある[25]。桜井は、『がっこう××× 〜もうひとつのがっこうぐらし』の主演にあたり、共演する事務所後輩の中尾萌那と中澤に先輩として範を示す意気込みで臨んだ[26]。
- 『ヒロミ・指原の“恋のお世話始めました”』で共演した指原莉乃とは、共演以降SNSで交流しており、指原から「一番好きな顔」と支持されている[27]。

## 出演

### テレビドラマ
- イミテーションラブ（2019年3月8日 - 3月29日、テレビ東京）- 澤田遥 役[28][29][30]
- 初恋の悪魔 第4話（2022年8月6日、日本テレビ） - 謎の女性 役
- バラバラマンスリー　呪霊も普通にいきたいよ（2025年7月2日 - 7月30日、テレビ朝日）- 明日香 役

### 配信ドラマ
- がっこう××× 〜もうひとつのがっこうぐらし!〜（2019年1月16日配信開始、Amazonプライム・ビデオ) - 佐名田怜美 役[21]
- 大人の恋愛地図 Supported by 東京カレンダー（2021年11月11日、ABEMA）- まいこ 役

### テレビ番組
- ZIP!（日本テレビ、2022年4月 - ）

### MV
- カサリンチュ 「ここメジナ釣れる」（2018年）[31]
- This is LAST 「いつか君が大人になった時に」（2022年）[32]

### CM
- マクドナルド（2017年）マックフルーリー ブラックサンダー[18]
- 河合塾（2018年）[20]
- ドウシシャ（2018年）アジャステUVスプレー[19]
- ウテナ（2019年）ゆず油[33][34]

### イベント
- Pichile ファイナルパーティー supported by Mc Sisiter（2015年11月1日、イトーヨーカドー木場店)[13]

## 書籍

### 雑誌
- ピチレモン（2015年7月号 - 2015年12月号、学研プラス） - 専属モデル[11][13]